# Кевендіш (Вермонт)
Кевендіш (англ. Cavendish) — місто (англ. town) в США, в окрузі Віндзор штату Вермонт. Населення — 1367 осіб (2010) (разом з селом Proctorsville).

## Географія
За даними Бюро перепису населення США, площа міста — 102,8 км, з них: земля — 102,7 км², вода — 0, 1 км (0,13 %).

### Клімат
| Клімат : Кевендіш       | Клімат : Кевендіш | Клімат : Кевендіш | Клімат : Кевендіш | Клімат : Кевендіш | Клімат : Кевендіш | Клімат : Кевендіш | Клімат : Кевендіш | Клімат : Кевендіш | Клімат : Кевендіш | Клімат : Кевендіш | Клімат : Кевендіш | Клімат : Кевендіш | Клімат : Кевендіш |
| Показник                | Січ.              | Лют.              | Бер.              | Квіт.             | Трав.             | Черв.             | Лип.              | Серп.             | Вер.              | Жовт.             | Лист.             | Груд.             | Рік               |
| Середній максимум, °C   | −1,6              | −0,1              | 5,2               | 12,7              | 20,4              | 25,1              | 27,6              | 26,3              | 21,8              | 15,2              | 7,3               | 0,2               | 13,3              |
| Середня температура, °C | −7,8              | −6,9              | −1,3              | 5,7               | 12,5              | 17,4              | 20,0              | 18,7              | 14,4              | 8,2               | 1,9               | −5,1              | 6,5               |
| Середній мінімум, °C    | −14               | −13,7             | −7,7              | −1,4              | 4,6               | 9,7               | 12,4              | 11,2              | 7,1               | 1,1               | −3,4              | −10,4             | −0,4              |
| Норма опадів, мм        | 81                | 72                | 88                | 92                | 95                | 102               | 101               | 89                | 91                | 93                | 07                | 86                | 1087              |
| Днів з опадами          | 11                | 10                | 11                | 11                | 13                | 13                | 12                | 11                | 11                | 11                | 11                | 11                | 136               |
| Днів зі снігом          | 9,8               | 8,5               | 6,9               | 1,9               | 0,1               |                   |                   |                   |                   | 0,3               | 3,4               | 7,9               | 38,8              |
| ----------------------- | ----------------- | ----------------- | ----------------- | ----------------- | ----------------- | ----------------- | ----------------- | ----------------- | ----------------- | ----------------- | ----------------- | ----------------- | ----------------- |
| Джерело:                |                   |                   |                   |                   |                   |                   |                   |                   |                   |                   |                   |                   |                   |

## Демографія
Згідно з переписом 2010 року, у місті мешкало 1367 осіб у 598 домогосподарствах у складі 388 родин. Було 965 помешкань
Расовий склад населення:
| - 96,6 % — білих - 0,8 % — азіатів - 0,7 % — чорних або афроамериканців - 0,1 % — корінних американців |

До двох чи більше рас належало 1,8 %. Частка іспаномовних становила 1,6 % від усіх жителів.
За віковим діапазоном населення розподілялося таким чином: 19,6 % — особи молодші 18 років, 61,5 % — особи у віці 18—64 років, 18,9 % — особи у віці 65 років та старші. Медіана віку мешканця становила 47,5 року. На 100 осіб жіночої статі у місті припадало 99,3 чоловіків; на 100 жінок у віці від 18 років та старших — 100,5 чоловіків також старших 18 років.
Середній дохід на одне домашнє господарство становив 64 329 доларів США (медіана — 49 375), а середній дохід на одну сім'ю — 81 801 долар (медіана — 64 063). Медіана доходів становила 45 417 доларів для чоловіків та 35 263 долари для жінок. За межею бідності перебувало 12,5 % осіб, у тому числі 10,5 % дітей у віці до 18 років та 9,9 % осіб у віці 65 років та старших.
Цивільне працевлаштоване населення становило 700 осіб. Основні галузі зайнятості: освіта, охорона здоров'я та соціальна допомога — 22,3 %, виробництво — 17,4 %, мистецтво, розваги та відпочинок — 16,4 %.

## Відомі особистості

### Уродженці
- Редфілд Проктор (1831—1908) — американський політик.

### Відомі містяни
- Фінеас Гейдж — робітник із травмою голови, зацікавив вчених 1848 року;
- Солженіцин Олександр Ісайович — російський письменник та історик, Нобелівський лауреат, жив в еміграції в 1976—1994 роках. В березні 2013 року влада Кевендіша ухвалила рішення створити в місті музей А. Солженіцина[5].